# Bullarens tingslag
Bullarens tingslag var mellan 1801 och 1825 samt mellan 1859 och 1904 ett tingslag i Göteborgs och Bohus län i Norrvikens domsaga. I perioden före 1801 ingick området i Kville och Bullarens tingslag och mellan 1825 och 1859 ingick området i Tanums och Bullarens tingslag. Tingsplatsen var i Östad.
Tingslaget omfattade Bullarens härad. 
Tingslaget uppgick 1 januari 1904 i Kville, Tanums och Bullarens tingslag.